# 베로니카 페레스
베로니카 페레스(Veronica Ferres, 1965년 6월 10일 ~ )는 독일의 배우이다.

## 출연 작품
- 파가니니: 악마의 바이올리니스트 - 엘리자베스 웰스 역 (공동제작, 주연)
- 메리드 앤드 치팅
- 킹 오디너리 - 사비네 뮐러 역
- 솔트 앤 파이어 - 라우라 좀머펠트 역